# Алтынкуль (Каракалпакстан)
Алтынку́ль (узб. Oltinkoʻl, Олтинкўл, каракалп. Altınkól, Алтынкөл) — посёлок городского типа в Кунградском районе Республики Каракалпакстан. Посёлок расположен в 5 км от железнодорожной станции Кунград (на линии Найманкуль — Бейнеу).
Посёлок городского типа Кунград возник в 1950-е годы. В 1962 году пгт Кунград получил статус города. В 1969 году расположенный рядом пгт Железнодорожный был преобразован в город Кунград, а бывший город Кунград был преобразован в пгт Алтынкуль.

## Население
| 1959 | 1970   | 1979   | 1989   |
| ---- | ------ | ------ | ------ |
| 9760 | 15 617 | 18 133 | 20 463 |